# Agustín Rodríguez (calciatore 1959)
Agustín Rodríguez Santiago, noto semplicemente come Agustín (Betanzos, 10 settembre 1959), è un ex calciatore spagnolo nel ruolo di portiere. In tutta la sua carriera ha giocato in sole due squadre, il Real Madrid e il Tenerife.

## Carriera

### Club
Cresciuto nel Real Madrid, ha fatto parte di una delle migliori generazioni di talenti uscite dalle giovanili del Real Madrid. Raggiunse con il Real la finale di Coppa del Re nel 1980. Nello stesso anno prese parte alle Olimpiadi di Mosca.
Nella stagione 1980-1981, a 21 anni, debuttò in Primera División. Era il 4 aprile 1981, una gara tra il Real Madrid e il Salamanca, e Agustín entrò in campo per sostituire l'infortunato García Remón.
Giocò con regolarità tra il 1981 e il 1983, conquistando il Trofeo Zamora come miglior portiere della stagione 1982-1983. Nonostante questi promettenti inizi, perse la maglia da titolare per la forte concorrenza di portieri come Miguel Ángel, Ochotorena e Buyo.
Soltanto l'infortunio di Ochotorena verso la metà della stagione 1985-86 gli permise di tornare titolare. Poté così difendere la porta del Real Madrid nella finale di Coppa UEFA 1985-1986, quando i madridisti superarono nella doppia gara il Colonia.
Dopo tre anni di panchina senza giocare quasi mai, lasciò il Real Madrid al termine della stagione 1989-1990 per accasarsi al Tenerife, con cui si qualificò per la prima volta nelle coppe europee.

### Nazionale
Agustín non ha giocato nessuna partita in nazionale spagnola. Ha preso parte, come riserva di Francisco Buyo, alle Olimpiadi 1980 a Mosca (Spagna eliminata al primo turno): nel torneo olimpico giocò da titolare la gara del 22 luglio a Minsk contro la Siria, terminata 0 a 0.

## Dopo il ritiro
Agustín si è ritirato nel 1994: in totale per lui, 131 partite nella Primera División. Dopo l'abbandono dell'attività, ha fatto parte per breve tempo dello staff tecnico del Tenerife e ha svolto l'attività di commentatore sportivo per la tv spagnola. Nel 2006 ha sostenuto la candidatura di Arturo Baldasano alla presidenza del Real Madrid.

## Palmarès

### Club

#### Competizioni nazionali
- Campionato spagnolo: 5

Real Madrid: 1985-1986, 1986-1987, 1987-1988, 1988-1989, 1989-1990
- Coppa di Spagna: 2

Real Madrid: 1981-1982, 1988-1989
- Supercoppa di Spagna: 2

Real Madrid: 1988, 1989
- Coppa della Liga: 1

Real Madrid: 1984-1985

#### Competizioni internazionali
- Coppa UEFA: 2

Real Madrid: 1984-1985, 1985-1986

### Individuale
- Trofeo Zamora: 1

1982-1983 (22 gol subiti in 29 gare)